# San Carlos (rijeka u Venezueli)
San Carlos je rijeka u Venezueli. Pritoka je rijeke Cojedes. Pripada porječju rijeke Orinoco.